# Bistum Humaitá
Das Bistum Humaitá (lat.: Dioecesis Humaitanensis) ist eine in Brasilien gelegene römisch-katholische Diözese mit Sitz in Humaitá im Bundesstaat Amazonas.

## Geschichte

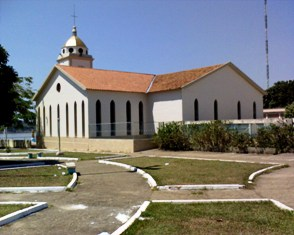
Kathedrale Nossa Senhora da Conceição in Humaitá

Das Bistum Humaitá wurde am 26. Juni 1961 durch Papst Johannes XXIII. mit der Apostolischen Konstitution Ecclesiae universae aus Gebietsabtretungen des Erzbistums Manaus und der Territorialprälatur Porto Velho als Territorialprälatur Humaitá errichtet. Die Territorialprälatur wurde dem Erzbistum Manaus als Suffragan unterstellt. Am 16. Oktober 1979 wurde die Territorialprälatur Humaitá durch Papst Johannes Paul II. mit der Apostolischen Konstitution Cum praelaturae zum Bistum erhoben. Das Bistum Humaitá wurde am 4. Oktober 1982 dem Erzbistum Porto Velho als Suffraganbistum unterstellt.

## Ordinarien

### Prälaten von Humaitá
- Josef Domitrovitsch SDB, 1961–1962
- Miguel d’Aversa SDB, 1962–1979

### Bischöfe von Humaitá
- Miguel d’Aversa SDB, 1979–1991
- José Jovêncio Balestieri SDB, 1991–1998, dann Koadjutorbischof von Rio do Sul
- Franz Josef Meinrad Merkel CSSp, 2000–2020
- Antônio Fontinele de Melo, seit 2020